# 番肴
番肴（ばんこう）とは、戦国時代に後北条氏が行った租税の1つ。御料所（直轄地）の漁村部に賦課した。
後北条氏の本国となった相模国・伊豆国は長い海岸線を持ち漁業が盛んであった。そのため、初代の伊勢盛時（北条早雲）の時代から漁村に対して現物の魚介類を租税として賦課することが行われていたが、本格的な税制に組み込んだのは3代目の北条氏康の時代であったと考えられている。
番肴は網度場すなわち漁場単位にて賦課され、網元などの有力な漁師が輪番制で責任をもって小田原城の台所奉行の下に納付させた。納付高は永高表記で定められていたが、実際に納める魚介は現物しかも保存の都合上により必ず塩漬けされたものと規定され、後北条氏が定めた魚の種類や大小に基づく価格に従うものとされた。
戦国時代には必ずしも商業流通が十分とは言えなかったために、現物の魚介類の確保の為に同様の租税が各地で行われた（伊達氏の日肴制など）。